# Phare de Svartklubben
Le phare de Svartklubben (en suédois : Svartklubbens fyr) est un phare situé sur une petite île proche de l'île Singö en mer d'Åland, appartenant à la commune de Norrtälje, dans le Comté de Stockholm (Suède).
Le phare de Svartklubben est inscrit au répertoire des sites et monuments historiques par la Direction nationale du patrimoine de Suède .

## Histoire
Ce phare massif a été construit en 1820 et portait un feu alimenté au charbon. En 1842, il a été équipé d'une lampe à huile de colza et en 1849 des miroirs paraboliques ont été installés. En 1875, il a été alimenté par une lampe au pétrole. En 1899 il a reçu une lanterne avec un objectif à lentille de Fresnel de 4e ordre. Alimenté au gaz en 1935 , le phare fut finalement électrifié et automatisé en 1961. La maison du gardien a été vendue comme résidence privée, mais l'administration maritime suédoise gère et entretient toujours le phare. Il est équipé d'un radar Racon émettant la lettre K en morse. Il marque le passage entre le continent et les îles d'Åland
Le phare est un bâtiment classé en Suède depuis 1935.

## Description
Le phare  est une massive tour cylindrique en granit de 12 mètres de haut, avec une galerie-terrasse et une lanterne centrale noire. Le phare est peint en blanc avec une bande noire sous la galerie. Il émet, à une hauteur focale de 19,5 mètres, deux longs éclats blanc, rouge et vert selon différents secteurs toutes les 15 secondes. Sa portée nominale est de 16 milles nautiques (environ 30 km).
Identifiant : ARLHS : SWE-386 ; SV-2228 - Amirauté : C6290 - NGA : 9992 .

## Caractéristique dufeu maritime
Fréquence : 15 secondes (W-R-G)
- Lumière : 2 secondes
- Obscurité : 3 secondes
- Lumière : 2 secondes
- Obscurité : 8 secondes

|            |
| La station |

|          |
| Le phare |

### Lien connexe
- Liste des phares de Suède